# Juan Carlos Barreto
Juan Carlos Barreto  (Monterrey, Új-León, Mexikó, 1957. március 11. –) mexikói színész.

## Élete és pályafutása
1957. március 11-én született Monterreyben. 
1989-ben szerepet kapott a Simplemente María című telenovellában. 2010-ben Jaime Espinoza szerepét játszotta a Para volver a amar című sorozatban. 2011-ben szerepet kapott az Esperanza del corazónban. 2013-ban Rubén szerepét játszotta a Mentir para vivir című telenovellában.

## Filmográfia

### Telenovellák
- La candidata (2016) - Mario Barcenas
- El hotel de los secretos (2016)
- Amor de barrio (2015) - Ariel Lópezreina
- Yo no creo en los hombres (2014) - Arango
- Szerelem zálogba (Lo que la vida me robó) (2013-2014) - Macario Peralta Cabrera
- Mentir para vivir (2013) - Rubén Camargo
- Cachito de cielo (2012) - Tristán Luna / Esteban Rubio
- Esperanza del corazón - (2011) - Silvestre Figueroa
- Para volver a amar - (2010-2011) - Jaime Espinoza
- Vivir por ti - (2008) - Dagoberto
- Corazón partido - (2005-2006) - Erasmo
- El amor de mi vida - (1998-1999)
- Huracán - (1997) - Presidiario
- Los hijos de nadie - (1997) - Felipe
- Si dios me quita la vida - (1995)
- Simplemente María - (1989) - Benito

### Sorozatok
- El encanto del aguila - (2011) - General Manuel Gonzalez Cossio
- Como dice el dicho - (2011)
- La rosa de Guadalupe - (2010)
- Locas de amor - (2010) - Ricardo
- XY. La revista - (2009)  - Artemio Miranda
- Bajo la sal - (2007)